# Josef Ševčík (politický vězeň)
Josef Ševčík (20. ledna 1904 Řepníky – 70.–80. léta 20. století Vysoké nad Jizerou) byl český politický vězeň komunistického režimu.

## Životopis
Josef Ševčík se narodil v Řepníkách. Po válce byl zvolen předsedou okresního výboru České strany národně socialistické v Jilemnici. Od roku 1948 žil ve Vysokém nad Jizerou, kde vykonával práci správce nemocnice.
V únoru 1952 byl zatčen pro údajnou velezradu a špionáž. Ve vyšetřovací vazbě na služebně StB v Liberci na něj byl činěn velký nátlak (psychický i fyzický) a musel se svou výpověď naučit zpaměti. Ve dnech 15. a 16. října 1952 byl v rámci procesu s velezrádci a špiony z Jilemnicka odsouzen za velezradu k 16 letům vězení, propadnutí občanských práv na 10 let a propadnutí celého jmění. Svůj trest tráví ve valdické věznici.
Josef Ševčík byl propuštěn díky amnestii roku 1960. Ve Vysokém nad Jizerou a na Jilemnicku působil jako výběrčí elektřiny. Byl na něj však stále vytvářen nátlak, aby spolupracoval s StB. Pokud by nespolupracoval, vyhrožovali mu policisté opětovným převezením do Valdic. Josef Ševčík na to reagoval tím, že se postavil ke dveřím a čekal na odvoz, čímž přesvědčování končí.
V roce 1991 byl Josef Ševčík rehabilitován.